# NGC 6508
NGC 6508 (другие обозначения — UGC 11023, MCG 12-17-10, ZWG 340.21, NPM1G +72.0174, PGC 60938) — эллиптическая галактика (E) в созвездии Дракон.
Этот объект входит в число перечисленных в оригинальной редакции «Нового общего каталога».